# Most Egipski

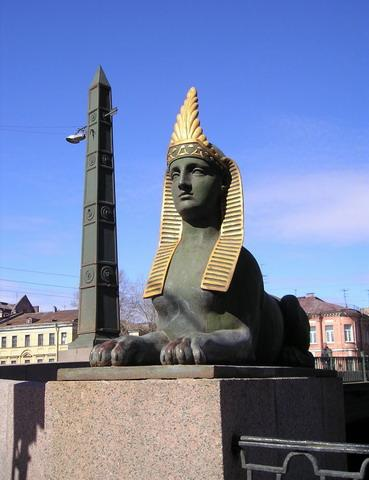
Posąg Sfinksa i latarnia w stylu egipskim w tle

Most Egipski (ros. Египетский мост) – jednoprzęsłowy most wiszący przecinający rzekę Fontankę w Petersburgu, w Rosji. Został zbudowany w latach 1825–1826 przez dwóch rosyjskich inżynierów w oparciu o ich własne projekty. Dnia 20 stycznia?/2 lutego 1905 roku most załamał się po tym, jak przemaszerował po nim oddział kawalerii powodując drgania. Most odbudowano w 1955 roku, a jego stan nie zmienił się znacząco do dziś. Po obu stronach mostu na zwieńczeniach przyczółków wykonanych z granitu spoczywają żeliwne posągi sfinksów i sześciokątne latarnie. Wszystkie części składowe mostu są zdobione w stylu egipskim – bogato złoconymi hieroglifami i innymi egipskimi ozdobami.